# الاتحاد العربي لكرة اليد
الاتحاد العربي لكرة اليد هو اتحاد يضم الجمعيات الوطنية لكرة اليد العربية من ستة عشر قَطرا عربيا. أنشئ الاتحاد في 16 آذار/مارس 1975 ومقره في الرياض في السعودية. ينتمي إلى الاتحاد الدولي لكرة اليد. ينظم الاتحاد البطولات عدة بطولات تضم أقطار الوطن العربي مختصة بكرة اليد مثل البطولة العربية للناشئين والبطولة العربية للشباب والبطولة العربية للأندية والبطوله العربية للصغار.[بحاجة لمصدر]

## وصلات خارجية
- الصفحة الرسمية فايسبوك